# Caligula bonita
Caligula bonita är en fjärilsart som beskrevs av Jordan 1911. Caligula bonita ingår i släktet Caligula och familjen påfågelsspinnare. Inga underarter finns listade i Catalogue of Life.

## Bildgalleri

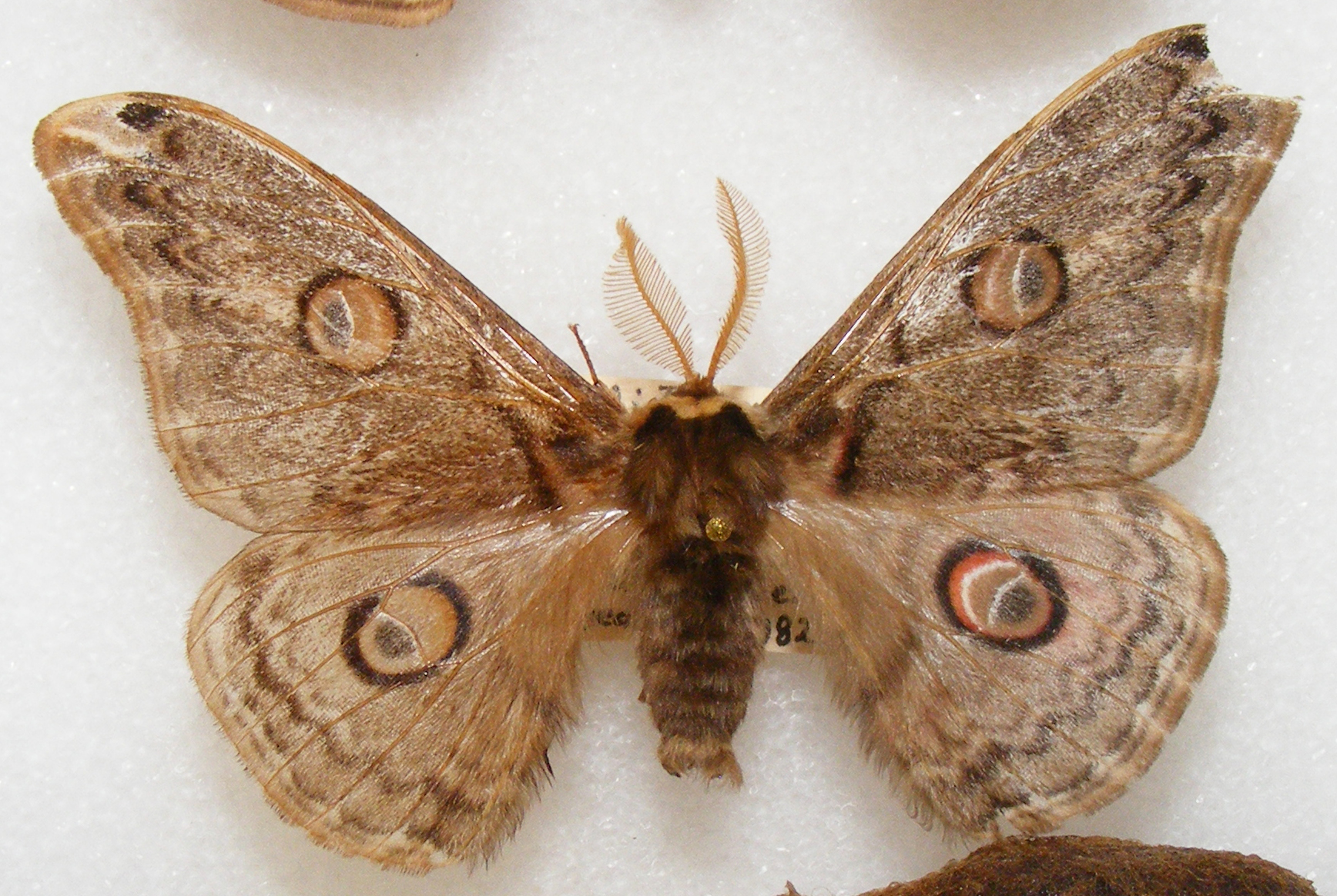
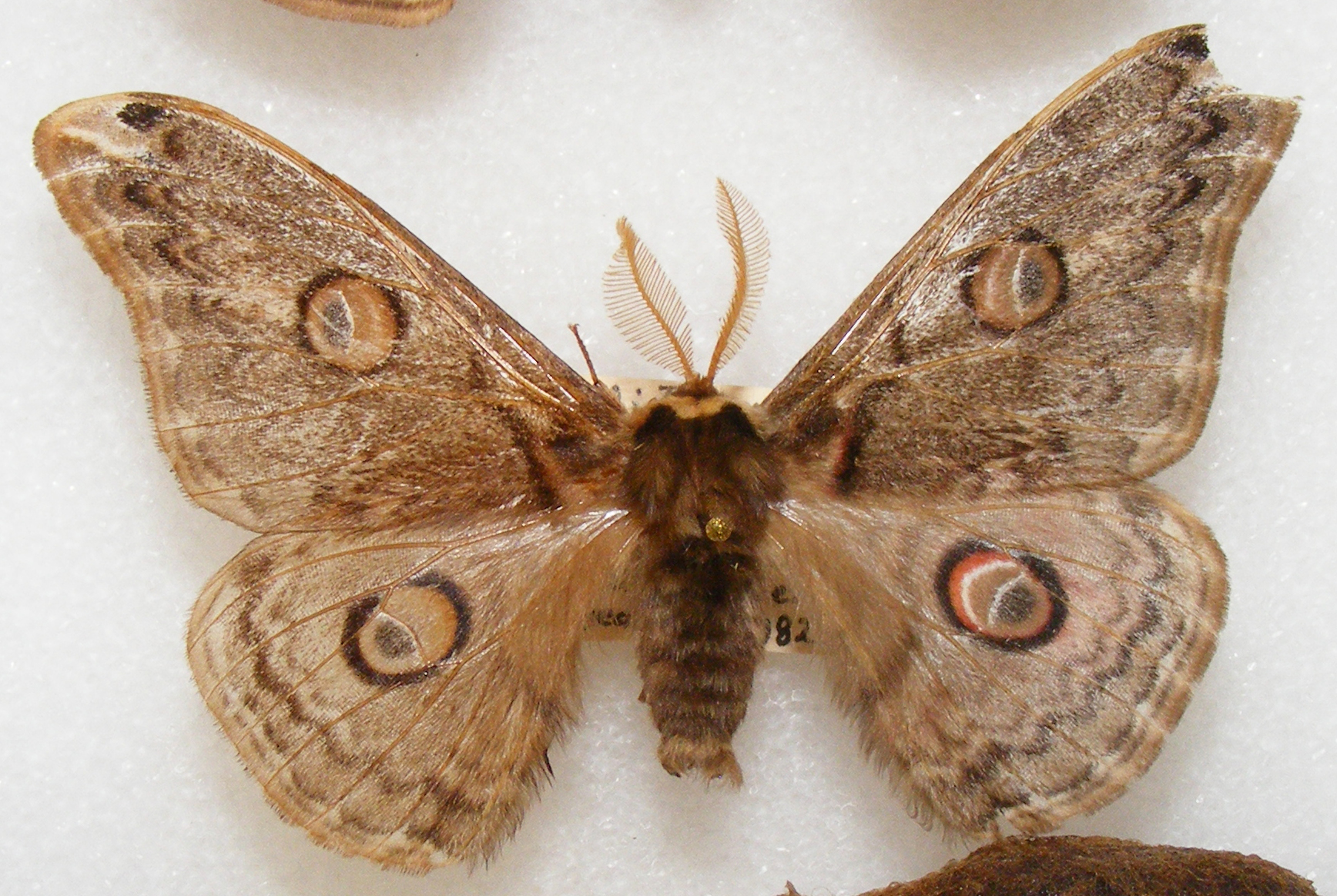